# تولا (ساموآی آمریکا)
تولا (به انگلیسی: Tula) یک منطقهٔ مسکونی در ایالات متحده آمریکا است که در ناحیه شرقی جزیره توتویلا در ساموآی آمریکا واقع شده‌است. تولا در شهرستان وایفانوا واقع شده‌است و طبق سرشماری سال ۲۰۱۰ ایالات متحده، ۴۰۵ نفر جمعیت داشته‌است.
تولا در کیپ ماتاتولا قرار دارد. این محل سکونتگاه سابق خط الراس لفوتو (آ اس-۲۱–۰۰۲) بوده‌است.